# ダレン・バー
ダレン・バー（英語: Darren Barr、1985年3月17日 - ）は、スコットランドのグラスゴー出身の元サッカー選手。元スコットランド代表。現役時代のポジションはDF、MF。

## 来歴

### クラブ
バーは2002年7月12日にフォルカークFCと契約を結んだ。2005-2006シーズンはローン移籍でフォーファー・アスレティックFCでプレイしていた。2006年12月にはスコティッシュ・プレミアリーグ月間最優秀若手選手賞を受賞。2008年4月にはスコティッシュ・プレミアリーグ月間最優秀選手賞を受賞した。
バーは、2007-08シーズンに2度退場の処分を受けている。1度目はハイバーニアンFC戦でボールをピッチに叩き付けたことによるもので、2度目はセルティックFC戦で2枚目のイエローカードを受けたことによるものである。2006-2007シーズンにもハート・オブ・ミドロシアンFC戦でハーツのアンドリウス・ヴェリツカに立ち向かったため、レッドカードを受けている。しかしこれは抗議により取り消され、代わりにイエローカードの処分となった。バーはその体格から、2009-10シーズンはライトバックで起用されることが多かった。
2013年7月17日、1年契約でキルマーノックFCに加入した。
2014年9月1日、ロス・カウンティFCに移籍した。
2015年6月、ダンバートンFCに移籍した。
2017年、グリノック・モートンFCに選手兼任コーチとして移籍した。

### 代表
2008年8月20日にハムデン・パークで行われた親善試合の北アイルランド戦で代表デビューを果たし、1959年のジョン・ホワイト以来のフォルカーク選出の代表選手となった。
バーは、代表に選出される前にスコットランド代表Bでのプレイ経験があり、2-2に終わった2007年2月のフィンランド戦でプレイしている。

## 獲得タイトル

### クラブ
フォルカーク
- SPLファースト・ディヴィジョン（英語版） 2004-05

 ハーツ
- スコティッシュカップ 2011-12

### 個人
- SPL月間最優秀若手選手賞：2006年12月
- SPL月間最優秀選手賞：2008年4月